# 沖田裕樹
沖田 裕樹（おきた ゆうき、1977年7月25日 - ）は日本の俳優。埼玉県出身。Breath所属。

## 略歴
埼玉県立坂戸西高等学校、東京国際大学卒業。
大学演劇部で芝居を始め、2000年劇団「ギャングエイジ・シアター」旗揚げに参加。
2010年解散後は、映像を中心に活動。「百円の恋」「忍びの国」「翔んで埼玉」「決算!忠臣蔵」等の映画に出演。
2014年　主演作『ローリング』がTAMA NEW WAVE ある視点 ―青春アラカルト―にノミネートされる。
2015年 映画「予告犯」に出演以降、中村義洋監督作品に多く出演している。
2022年「鎌倉殿の13人」で大河ドラマ初出演。
2023年　主演作「ミミック」がSKIPシティ国際Dシネマ映画祭2023国内コンペティション短編部門にノミネートされ、スペシャル・メンション受賞。

## 人物
- 血液型B型、身長178cm。
- 趣味はボクシング観戦・心霊動画探し・ジョギング。大のボクシングファン。
- 特技は野球・けん玉。

## 出演

### 映画
- 髏でも嘗めやがれ （2005年）
- 花乞食 （2006年）
- ケータイ刑事 THE MOVIE （2006年）
- 夕映え少女 （2007年）
- 緑川の底 （2007年） - 沖田 役
- ソラリス （2007年）
- 子猫の涙 （2007年）
- 超笑撃的功夫混乱少年 真一文字拳 （2009年）
- 女の子ものがたり （2009年）
- 20世紀少年－最終章－ぼくらの旗 （2009年）
- カイジ2 （2011年）
- ライフ・イズ・デッド （2012年） - 荒木乙人 役
- 月光ノ仮面 （2012年） - 柳月庵朝輔 役
- 市長赤井 （2012年） - 体育教師・本田 役
- 世界 （2013年） - 竹田 役
- Miss ZOMBIE （2013年）
- MONSTERZ （2014年）
- ローリング （2014年） - 景山優 役
- 寄生獣 （2014年）
- 百円の恋 （2014年） - 佐田和弘 役
- 予告犯 （2015年） - 保田 役
- 先輩と彼女 （2015年） - 後藤先生 役
- 俳優・亀岡拓次 （2016年） - 店員 役
- fuji_jukai.mov （2016年） - ンモイ 役
- 殿、利息でござる! （2016年） - 利兵衛 役
- 忍びの国（2017年） - 利助 役
- 翔んで埼玉（2019年） - 川口市支部長 役
  - 翔んで埼玉 〜琵琶湖より愛をこめて〜（2023年）[1]
- 決算！忠臣蔵(2019年) -三村次郎左衛門 役
- ありきたりな言葉じゃなくて（2024年） - 小田勝己 役[2]

### テレビドラマ
- 拝み屋横丁顛末記 第1話（2006年、テレビ朝日）
- 仮面ライダーカブト 第18話（2006年、テレビ朝日）
- 富豪刑事デラックス 第3話（2006年、テレビ朝日）
- ケータイ刑事 銭形雷 第8話（2006年、Bs-I） - 山本太志 役
- トミカヒーロー レスキューフォース 第34話（2008年、テレビ東京）
- 外科医 鳩村周五郎 血ぬられた挑戦状 （2008年、フジテレビ）
- 外科医 鳩村周五郎 闇のカルテIV （2008年、フジテレビ）
- 未来講師めぐる 第1話（2008年、テレビ朝日）
- アンタッチャブル〜事件記者・鳴海遼子〜 第4話（2009年、テレビ朝日）
- 帝王 第1話（2006年、TBS）
- ツレがうつになりまして。 第1話（2009年、NHK）
- 警部補 矢部謙三 第3話（2010年、テレビ朝日） - 山崎 役
- 大切なことはすべて君が教えてくれた（2011年、フジテレビ）
- 戦国★男士 第19・20話（2012年、tvk、チバテレ、テレ玉、サンテレビ） - 関口親永 役
- 牙狼-GARO- 〜闇を照らす者〜 第2話（2013年、テレビ東京）
- 遺留捜査 第6話（2013年、テレビ朝日）
- 空飛ぶ広報室 第5話（2013年、TBS）
- 保育探偵25時〜花咲慎一郎は眠れない!!〜 第2話（2015年、テレビ東京）
- ゴーストレート 〜JJ HAWAII編〜 （2015年、フジテレビTWO） - 刑事 役
- おかしの家 第9・10話（2015年、TBS） - 養護老人施設職員 役
- メガバンク最終決戦（2016年、WOWOW）レギュラー - 前野恭平役 役
- 整理整頓コメディー 「わたしのウチにはなんにもない。」 第5話（2016年、NHK・BSプレミアム）
- サクラ咲く 第1話（2016年、NOTTV） - 教師 役
- トットてれび（2016年、NHK）
- 刑事7人（2017年） - 川上勇人
- 相棒season19(2021)第12話　-小川役
- 大豆田とわ子と三人の元夫(2021)第7話
- 大河ドラマ 鎌倉殿の13人（2022年、NHK） - 代官 役
- 飯を喰らひて華と告ぐ 第1話（2024年7月9日、MXテレビ） - 沼田 役[3]

### オリジナルビデオ
- スーパーモタード（2009年）
- 任侠沈没（2011年）

### CM
- フォーサイド・ドット・コム （2005年）
- チューリッヒ （2006年）
- 講談社月刊少年マガジン 『通勤篇 ぶら下がりなし』 （2006年）
- 任天堂DS メトロイドピンボール （2006年）
- サントリーBOSS 『サラリーマン篇』 （2007年）
- 明星食品
  - 明星食品一平ちゃん夜店の焼きそば 『一平ちゃんコール篇』 （2008年）
  - 明星食品一平ちゃん夜店の焼きそば 『ラーメン命篇』 （2009年）
  - 明星食品一平ちゃん夜店の焼きそば 『ニセンジューネン篇・夜のストリートコラボ篇 リニューアル発表日篇』 （2010年）
- ファミリーマート 『お帰りなさい（おでん）篇』 （2008年〜2014年）
- タイヨーエレックパチンコ 『CR機動新撰組 萌えよ剣 疾風怒涛篇ネット篇』 （2009年）
- 毎日小学生新聞 （2009年）
- はごろもフーズ サラかつお・サラのり 『販売員かつのり篇』 （2011年）
- イナズマイレブンGO シャイン 『ダーク/リアル化身現る篇・リアル化身 特訓篇』 （2011年）
- DeNA 『mobage みんなでモンハン篇』 （2012年）
- JCN 『市井の人の声：若夫婦篇』 （2012年）
- KIRIN FIRE 『息子へ篇』 （2012年）
- 保険のビュッフェ 『保険のビュッフェの強み篇』 （2013年）
- 旭化成　クックパー®フライパン用ホイル 『続・さかなの会話/フライパン篇』 （2014年）
- 京都銀行 『ウチの猫篇』 （2014年）
- 代々木ゼミナール 『インナーの元気篇』 （2014年）
- 日清食品 『どん兵衛・生まれかわったどん兵衛篇』 （2015年）